# Соволяно
Соволяно (болг. Соволяно) — село в Болгарии. Находится в Кюстендилской области, входит в общину Кюстендил. Население составляет 751 человек.

## Политическая ситуация
В местном кметстве Соволяно, в состав которого входит Соволяно, должность кмета (старосты) исполняет Радка Атанасова Велинова (коалиция в составе 6 партий: Демократы за сильную Болгарию (ДСБ), Движение «Георгиев день», Земледельческий народный союз (ЗНС), Демократическая партия Болгарии (ДП), Союз свободной демократии (ССД)Союз демократических сил (СДС)) по результатам выборов правления кметства.
Кмет (мэр) общины Кюстендил — Петыр Георгиев Паунов (коалиция в составе 3 партий: Демократы за сильную Болгарию (ДСБ), Союз демократических сил (СДС), партия АТАКА) по результатам выборов в правление общины.